# عباس عطية
عباس عطية زوير (مواليد 25 أغسطس 1966)، المعروف باسم عباس عطية هو مدرب ولاعب كرة قدم عراقي سابق، وهو حاليًا مدرب نادي كربلاء.

## مهنة الإدارة
قاد عطية الصناعات الكهربائية مطلع موسم 2018-2019. ترك الفريق موقعا لفريق الكهرباء الذي تولى قيادته حتى انتهاء عقده في العاشر من نيسان عام 2021، ليوقع في 21-6-2021 مع نادي الحدود.

## إحصائيات

### الإحصائيات الإدارية
آخر تحديث 28 يوليو 2021.
| النادي                             | البلد   | من             | إلى            | السجل     | السجل | السجل | السجل | السجل      |
| النادي                             | البلد   | من             | إلى            | المباريات | فوز   | تعادل | خسارة | نسبة الفوز |
| ---------------------------------- | ------- | -------------- | -------------- | --------- | ----- | ----- | ----- | ---------- |
| نادي القوة الجوية                  | العراق  | 20 فبراير 2015 | 28 يوليو 2015  | 13        | 6     | 6     | 1     | 046٫15     |
| منتخب العراق تحت 20 سنة لكرة القدم | العراق  | 11 أغسطس 2015  | 24 أكتوبر 2016 | 13        | 7     | 6     | 0     | 053٫85     |
| نادي الكرخ                         | العراق  | 21 أكتوبر 2015 | 24 أكتوبر 2015 | 0         | 0     | 0     | 0     | —          |
| نادي الكهرباء                      | العراق  | 3 نوفمبر 2016  | 23 مارس 2018   | 58        | 20    | 20    | 18    | 034٫48     |
| نادي الصناعات الكهربائية           | العراق  | 23 يوليو 2018  | 6 نوفمبر 2018  | 7         | 1     | 2     | 4     | 014٫29     |
| نادي الكهرباء                      | العراق  | 7 نوفمبر 2018  | 11 أبريل 2021  | 94        | 26    | 40    | 28    | 027٫66     |
| نادي الحدود                        | العراق  | 21 يونيو 2021  | "حتى الآن"     | 6         | 2     | 1     | 3     | 033٫33     |
| المجموع                            | المجموع | المجموع        | المجموع        | 190       | 61    | 75    | 54    | 032٫11     |

## الإنجازات

### النادي
القوة الجوية
- (الوصيف) الدوري العراقي الممتاز: 2014-15

الكهرباء
- (الوصيف) كأس العراق 2018-19: 2018-19

### دولي
العراق تحت 20
- تأهل لبطولة آسيا تحت 19 سنة 2016: 2016
- ربع النهائي في بطولة آسيا تحت 19 سنة 2016: خسر 2016 أمام السعودية تحت 20 سنة.